# Paikpara (Basirhat)
Paikpara es una localidad de la India situada en el subdistrito de Basirhat - I, en el distrito de 24 Parganas norte, Bengala Occidental. Según el censo de 2011, tiene una población de 1964 habitantes.